# Ptychandra lorquinii
Ptychandra lorquinii är en fjärilsart som beskrevs av Felder 1861. Ptychandra lorquinii ingår i släktet Ptychandra och familjen praktfjärilar. Inga underarter finns listade.